# Valois Károly angoulême-i gróf
Károly angoulême-i gróf (1459 – 1496. január 1.) Orléans-i János angoulême-i gróf és Rohani Margit fia, I. Ferenc francia király apja.

## Házassága
Károly 1488. február 16-án feleségül vett Savoyai Lujzát. Házasságukból két gyermek született:
- Margit (1492. április 11. – 1549. december 21.), akinek első férje IV. Károly alençoni herceg (1489–1525) volt, gyermekei nem születtek, második férje II. Henrik navarrai király (1503–1555) volt, akitől 4 gyermeke született, köztük III. Johanna navarrai királynő (1527–1572),
- Ferenc (1494. szeptember 12. – 1547. március 31.), 1515-től I. Ferenc néven Franciaország királya.

## Fordítás
- Ez a szócikk részben vagy egészben a Charles de Valois, comte d’Angoulême című német Wikipédia-szócikk fordításán alapul.  Az eredeti cikk szerkesztőit annak laptörténete sorolja fel. Ez a jelzés csupán a megfogalmazás eredetét és a szerzői jogokat jelzi, nem szolgál a cikkben szereplő információk forrásmegjelöléseként.
- Ez a szócikk részben vagy egészben a Charles, Count of Angoulême című angol Wikipédia-szócikk fordításán alapul.  Az eredeti cikk szerkesztőit annak laptörténete sorolja fel. Ez a jelzés csupán a megfogalmazás eredetét és a szerzői jogokat jelzi, nem szolgál a cikkben szereplő információk forrásmegjelöléseként.